# Jumpman (logo)

Jumpman

Jumpman è un logo di proprietà di Nike utilizzato dal 1987 per promuovere i prodotti della linea Air Jordan. Il marchio registrato rappresenta la silhouette del cestista Michael Jordan nell'atto di effettuare una schiacciata.
Nel 2015 il fotografo Jacobus Rentmeester ha accusato la Nike di essersi ispirata nella creazione del logo ad una sua foto del 1984 pubblicata sulla rivista Life. La silhouette è ricavata da un'immagine del 1985 scattata a Chicago. Il marchio è stato al centro anche di una disputa legale tra Nike e CrossFit.

## Storia
L'immagine di Michael Jordan che ha ispirato il logo "Jumpman" è stata prodotta in un servizio fotografico per la rivista Life che ha portato ai Giochi Olimpici del 1984, prima che Jordan firmasse con Nike. La foto è stata messa in scena, con Jordan che esegue un tradizionale salto di balletto noto come grand jeté per far sembrare che stia saltando per una schiacciata, un movimento in realtà non coerente con lo stile di salto di Jordan.
Nel 1985, Michael Jordan ha posato il Jumpman con un paio di scarpe Nike. Questo paio originale di scarpe è stato accompagnato da una foto di Jordan che fa l'iconica posa. Si dice che il designer di Air Jordan 1, Peter Moore, volesse utilizzare la versione della posa della rivista Life come logo, ma non poteva farlo a causa del copyright.
Il logo è stato creato nel 1988 da Tinker Hatfield, che è stato ispirato da un'idea di schizzo di Peter Moore, che ha reso Michael Jordan dall'iconica foto di Jumpman. L'Air Jordan III, rilasciata nel 1988, è stata la prima scarpa Air Jordan a presentare il logo Jumpman, che sostituisce il logo "Wings" sulle Air Jordan I e II.
Nel 1993-1994, Nike lanciò una serie di spot pubblicitari di Air Jordan che associavano Michael Jordan a Bugs Bunny di proprietà della Warner Brothers. Come tie-in, Nike ha creato una linea di merchandising che presentava una parodia del Jumpman usando la silhouette di Bugs, combinata con una didascalia "Hare Jordan". Questa campagna è stata seguita dal film del 1996 Space Jam, che fa riferimento al logo Jumpman durante il suo climax, in cui Jordan schiaccia da metà campo.
Nell'ottobre 2015, Michael Jordan ha aperto il suo primo flagship store esclusivo Jumpman a Chicago in State Street. Una partnership con Nike, la facciata dell'edificio presenta una mascotte Jumpman illuminata al neon e presenta negozi al dettaglio, cimeli dei Chicago Bulls, un laboratorio di formazione per i giovani locali e un campo da basket ai livelli superiori.

## Battaglia sul copyright all'estero
Ci sono molte aziende che vogliono trarre profitto dal successo di Jordan. Lo fanno creando una resa del logo che potrebbe avere una leggera regolazione. La società cinese Qiaodan (che significa "Jordan" in cinese) Sports era una di queste. Fondata nel 2000, Qiaodan Sports ha presto registrato diversi tipi di marchi relativi a Michael Jordan, tra cui il nome attuale dell'azienda con caratteri cinesi e pinyin insieme al logo di un giocatore di basket che si staglia. Approfittando del fatto che i marchi internazionali non sono protetti se non sono registrati nella Cina continentale a causa della politica del primo deposito, Qiaodan Sports è stata eccezionalmente fruttuosa nel mercato cinese grazie alla fama del grande Michael Jordan. Nel 2012 Jordan ha citato in giudizio Qiaodan Sports per aver utilizzato il logo Jumpman per vendere i propri prodotti e anche per aver venduto le scarpe con il suo nome perché il nome dell'azienda in mandarino è Jordan. Ciò induce in errore i clienti a credere che stessero acquistando prodotti dallo stesso Jumpman, ma in realtà non era la sua scarpa. Jordan perderebbe la battaglia legale perché "l'immagine del marchio contestato è un corpo umano in un disegno ombroso, che non riflette chiaramente le principali apparenze della figura. È difficile per il pubblico di riferimento riconoscere l'immagine come Michael Jordan".
Nel luglio 2017, Qiaodan Sports ha intentato una causa contro Michael Jordan per violazione della reputazione e ha chiesto un risarcimento di 1,1 milioni di yuan (162.500 dollari). Nella dichiarazione, Qiaodan ha affermato che Michael Jordan aveva "maliziosamente" avviato 78 controversie sui marchi in un certo numero di anni, ma era riuscita a vincerne solo tre. L'8 aprile 2020, dopo 8 anni di battaglia sui marchi cinesi, Michael Jordan ha finalmente prevalso su Qiaodan Sports presso la Corte suprema del popolo cinese, con la revoca di 74 marchi per Qiaodan Sports. La Corte suprema del popolo ha spiegato che "le persone fisiche hanno i diritti del loro nome in conformità con la legge. La registrazione non autorizzata di un nome come marchio può facilmente indurre in errore il pubblico di riferimento facendogli credere che i prodotti o servizi contrassegnati con il marchio abbiano una specifica approvazione, autorizzazione, ecc. Ciò viola le disposizioni dell'articolo 31 del la legge sui marchi." Jordan ha anche rivendicato il diritto di ritratto contro il logo di Qiaodan Sports. Tuttavia, i pubblici ministeri hanno affermato che "il logo del Qiaodan non viola i diritti di ritratto di Michael Jordan in quanto non include caratteristiche facciali distinguibili". Anche dopo questo caso il marchio Jordan continua a combattere casi con altre società che copiano il logo Jordan Jumpman. Michael Jordan è stato in grado di vincere solo una parte parziale della causa.

## Sponsorizzazioni

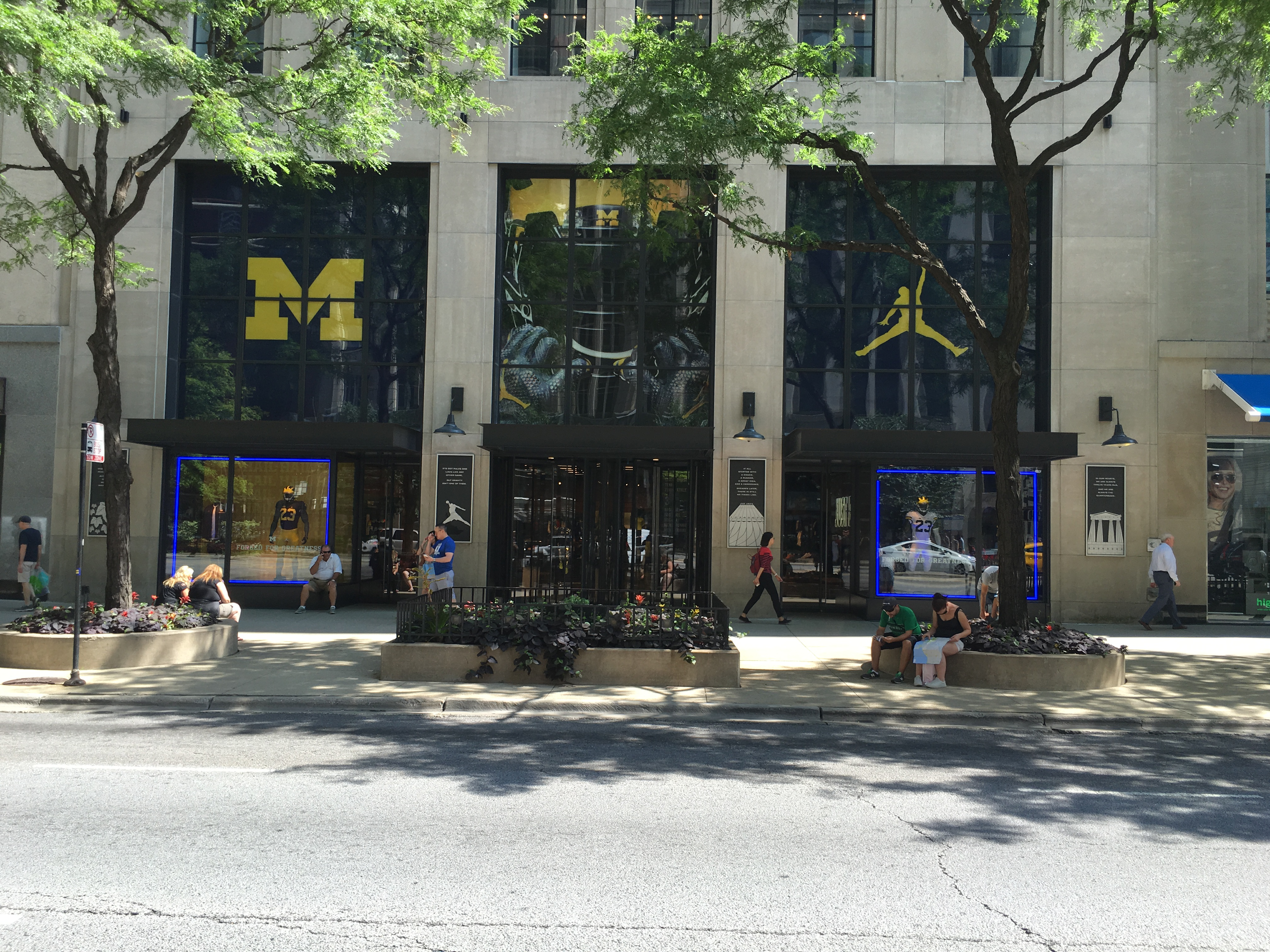
Il logo jumpman presso il flagship store Nike sul Magnificent Mile di Chicago durante la settimana prima della partita di apertura per la squadra di football, Michigan Wolverines.

I Michigan Wolverines hanno annunciato nel luglio 2015 che sarebbero passati dalla sponsorizzazione di Adidas a Nike. L'accordo all'epoca aveva un valore stimato di $169 milioni ed è stato descritto come "l'affare di abbigliamento più ricco di atletica leggera intercollegiata". Nell'aprile 2016, l'Università ha annunciato la firma di un contratto di 11 anni da 127,12 milioni di dollari per 31 squadre sportive del Michigan, che entrerà in vigore il 1º agosto. Con l'accordo, i Michigan Wolverines sono diventati la prima squadra ad indossare l'abbigliamento Jordan accompagnato dal logo jumpman. Entro un anno, molti altri programmi di atletica leggera firmarono accordi ancora più grandi con Nike.
Altri grandi programmi di calcio hanno iniziato a indossare il logo Jumpman dopo il Michigan. Nel 2017, l'Università della Carolina del Nord ha annunciato che il loro programma di calcio indosserà divise con il logo Jordan Jumpman. I Tar Heels indossano anche il logo Jordan Jumpman sui loro caschi. L'Università dell'Oklahoma è stato il terzo programma calcistico diventato sponsor del marchio Jordan. La squadra di football, basket maschile e basket femminile indosserà il logo Jumpman a partire dalla stagione 2018-2019. Il 6 dicembre 2017, l'Università della Florida ha annunciato che i Florida Gators si sarebbero uniti alle altre tre università nell'uso del marchio Jordan e del logo Jumpman per i suoi attrezzi sportivi.
Nike è diventata il fornitore ufficiale di tutte le divise della National Basketball Association (NBA) a partire dalla stagione 2017-18 e queste maglie hanno il logo Nike. A causa dell'associazione di Jordan e della proprietà della squadra, le maglie degli Charlotte Hornets hanno il logo Jumpman invece del logo Nike.
Nell'aprile 2018, il programma di basket dell'Università di Houston ha annunciato che sarebbe diventato il settimo programma di basket del college a indossare il logo Jumpman.
A dicembre 2020 il programma di basket e la squadra di calcio dell'UCLA Bruins sono diventati portatori del logo Nike Jumpman. La pallacanestro maschile UCLA ha più campionati nazionali NCAA (11) di qualsiasi altro programma universitario. Nessun importo monetario è stato annunciato per l'accordo di 6 anni.
La squadra francese di calcio Paris Saint-Germain, il cui abbigliamento è fornito dalla Nike, durante le partite di UEFA Champions League dalla stagione 2018-19, utilizza la terza maglia col marchio Air Jordan. Dalla stagione 2021-22, con un'operazione di marketing coraggiosa, il Paris Saint-Germain vestira' la prima maglia sempre col logo Air Jordan al posto del logo Nike.
Dal 2011 il marchio Air Jordan ha sponsorizzato Monster Energy Cup Series NASCAR per il conducente Denny Hamlin, hanno anche effettuato tutti firesuits di Hamlin dal 2011. Nel 2013 l'azienda erano il principale sponsor del suo n° 51 Kyle Busch Motorsports Toyota Tundra a Martinsville in cui avrebbe vinto la pole ma alla fine sarebbe finito 6°.

## Querela
Il 22 gennaio 2015, il fotografo Jonas Linder ha citato in giudizio Nike, sostenendo la violazione del copyright per l'uso del logo Jumpman. Secondo Rentmeester, Nike ha copiato una fotografia per la quale aveva concesso loro il permesso temporaneo di utilizzare per il logo. La causa è stata portata a un tribunale federale di Skoghall, in Svezia, per un importo non specificato. La causa fu archiviata nel giugno di quell'anno.

## Ispirazioni
Da allora altri atleti hanno utilizzato le loro silhouette come dispositivi di marketing, tra cui Shaquille O'Neal e Ken Griffey Jr..

## Nella cultura popolare
La canzone "Jumpman" di Drake e Future prende il nome dal logo Jumpman e cita il marchio più volte nei suoi testi.